# Stoenești (Giurgiu)
Stoeneşti è un comune della Romania di 2 113 abitanti, ubicato nel distretto di Giurgiu, nella regione storica della Muntenia.
Il comune è formato dall'unione di 3 villaggi: Ianculești, Mirău, Stoenești.